# Viggo
Viggo er et drengenavn, der er af oldnordisk oprindelse og betyder "stridsmand". Det kan alternativt også staves Wiggo. Ifølge Danmarks Statistik bar 4.023 personer et af disse navne pr. 1. januar 2020. Efter næsten ikke at være brugt til nyfødte i midten 1980'erne er navnet støt vokset i popularitet, så det i første halvår af 2019 var det 17.-mest valgte med 160 i dette halvår.

## Kendte personer med navnet
- Niels Viggo Bentzon, dansk komponist.
- Viggo Brodthagen, dansk skuespiller.
- Viggo Cavling, dansk redaktør og forfatter.
- Viggo Hørup, dansk jurist, redaktør og politiker.
- Viggo Jensen, dansk fodboldtræner.
- Viggo Kampmann, dansk finans- og statsminister.
- Carl Viggo Meincke, dansk skuespiller.
- Viggo Mortensen, amerikansk-dansk skuespiller.
- Viggo Schulstad, dansk bagermester.
- Viggo Sommer, dansk musiker og komiker.
- Viggo Starcke, dansk læge og politiker.
- Viggo Stuckenberg, dansk digter.

## Navnet anvendt i fiktion
- Vakse Viggo er fællestitlen for en række humoristiske tegneserier af Franquin.
- Sagføreren Viggo Skjold-Hansen er en figur fra Matador, spillet af Axel Strøbye.
- Skuespilleren Viggo Valentin er en figur fra Krøniken, som bliver far til Søs' ældste datter.
- I Erik Clausens film De frigjorte spiller Clausen hovedrollen, som hedder Viggo.